# Plaine Magnien
Plaine Magnien – miasto na Mauritiusie, w dystrykcie Grand Port. Według danych szacunkowych na rok 2007 liczy 11 006 mieszkańców. W mieście znajduje się Port lotniczy Mauritius.